# Stadt Land DatenFluss

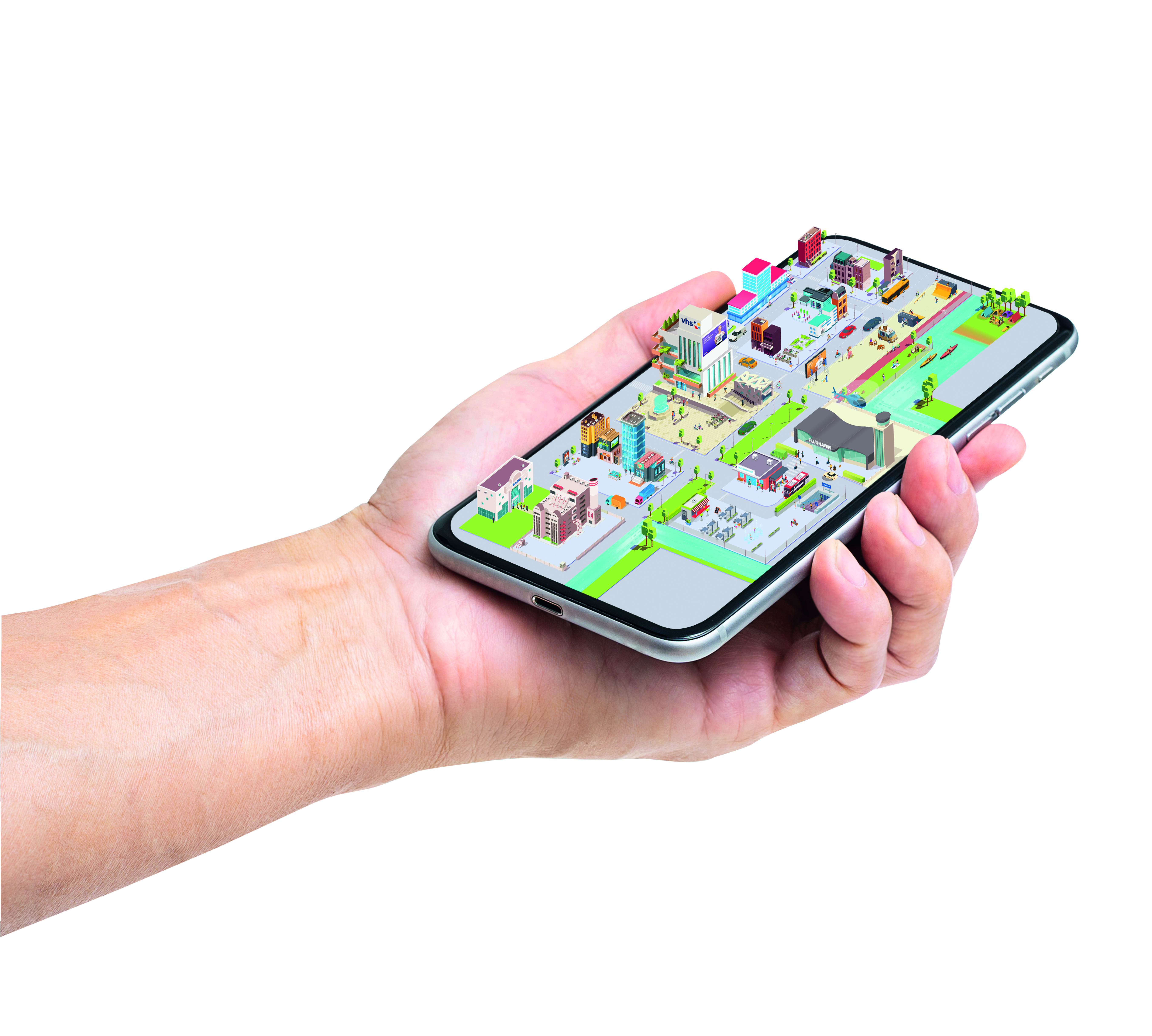

Stadt | Land | DatenFluss ist eine mobile App des Deutschen Volkshochschul-Verbandes (DVV), die entwickelt wurde, um die Datenkompetenz der Bürger zu stärken, indem sie die Funktionsweise neuer datengestützter Technologien spielerisch erklärt. Ziel ist es, die Nutzer dahingehend aufzuklären, verantwortungsbewusst mit Daten umzugehen.

## Hintergrund
Die Digitalisierung und der damit einhergehende Datenfluss prägen zunehmend den Alltag der Menschen auch in Deutschland. Laut D21Digital Index wissen viele nicht genau, was grundlegende Begriffe dieser Entwicklung wie Künstliche Intelligenz, Internet der Dinge oder Algorithmus bedeuten.
Viele Dinge, die Menschen im Alltag ganz selbstverständlich nutzen, funktionieren nur mit großen Datenmengen. Doch bei fast allem, was Menschen tun, hinterlassen sie Datenspuren. Stadt | Land | DatenFluss soll hierbei über Begriffe wie Künstliche Intelligenz, Big Data und das Internet der Dinge aufklären und deren tiefere Bedeutung schildern.

## Inhalt
Im Zentrum der Applikation steht eine virtuelle Stadt. Die verschiedenen von Digitalisierung geprägten Lebensbereiche – darunter Arbeit, Mobilität, Gesundheit – finden sich in dieser Stadt symbolhaft repräsentiert. Die Nutzer begegnen in lebensnahen Geschichten Menschen, die sich mit datenbasierten Anwendungen in ihrem Alltag auseinandersetzen. Gleichzeitig werden zentrale Technologien der Digitalisierung thematisiert sowie Fragen der Datennutzung, der Datensicherheit und Aussagekraft von Daten diskutiert. Die Anwendung verfolgt dabei einen spielerischen Ansatz. Nach und nach können sich Nutzer verschiedene Themenfelder und Levels erschließen. Die Inhalte sind in Einzeleinheiten verpackt.
Pro Lebensbereich gibt es rund 100 Inhaltselemente (Infotexte, Übungen, Videos), verteilt auf vier Lektionen/Levels. Eine Wissensbasis mit weiteren rund 100 Elementen (insgesamt also rund 400 Inhaltselemente) steht zur Verfügung, ebenfalls ein Glossar, das Fachbegriffe prägnant darstellt.

### Narrativer Ansatz
Das Curriculum der Applikation basiert auf dem „Framework für Data Literacy“ des Hochschulforums Digitalisierung und wurde an die erweiterte Zielgruppe angepasst. Alle Inhalte wurden von Fachjournalisten recherchiert und aufbereitet sowie von Wissenschaftlern geprüft.

### Erzählkunst
Die Applikation verknüpft die treibenden Technologien der Digitalisierung mit zentralen Lebensfeldern, in denen sie zum Tragen kommen. In einer ersten Version sind dies die Lebensbereiche Arbeit, Gesundheit und Mobilität. In weiteren Ausbaustufen folgen Handlungsfelder wie Leben und Freizeit, Energie und Umwelt sowie Bildung und Teilhabe. Das Themenspektrum reicht von Sicherheit im Home-Office über Sensorik und autonomes Fahren bis zu Fitness-Apps und Telemedizin. Zusätzlich werden in einem Einführungskapitel (der Wissensbasis) die zentralen Technologien und Begrifflichkeiten erläutert.

## Webversion
Eine browserbasierte Version der Inhalte gibt es als Onlinekurs auf der Plattform KI-Campus. Der KI-Campus ist ein Kooperationspartner des Deutschen Volkshochschul-Verbandes und bettet Stadt | Land | Datenfluss in sein erweitertes Lernangebot ein.

## Beteiligte
Federführend bei der Entwicklung war und ist der Deutsche Volkshochschul-Verband (DVV). Gefördert wird das Projekt vom Bundesministerium für Bildung und Forschung (BMBF). Schirmherrin der Applikation ist Bundeskanzlerin Angela Merkel im Rahmen der Initiative #bildungdigital.
Das Curriculum wurde von Katharina Schüller und der STAT-UP Statistical Consulting & Data Science GmbH entwickelt. Die grafische und technische Entwicklung erfolgte durch die Ambient Innovation GmbH, die der Illustrationen zur Bebilderung des redaktionellen Inhalts durch die BurdaForward GmbH. iRights stand beratend zur Seite.

## Zeitplan und Perspektive
Konzept und Curriculum entstanden im August/September 2020, die Redaktion der Lerninhalte startete im Oktober 2020. Veröffentlicht wurde die Applikation am 22. Februar 2021. Sie wird ständig weiterentwickelt.
Um Bürger zu befähigen, in einer digitalisierten und datafizierten Welt souverän mit Daten umzugehen und sie für die Potenziale datengestützter Technologien zu begeistern, werden die Volkshochschulen bundesweit das Thema aufnehmen. Der DVV als Dachverband der Volkshochschulen organisiert ergänzend zur Applikation bundesweit Diskussionsveranstaltungen und unterstützt die rund 900 Volkshochschulen in Deutschland mit Material und Handreichungen dabei, die Applikation in Kursen zum Thema Data Literacy einzubinden.